# Площадь Арбатские Ворота
Площадь Арба́тские Воро́та (название с XVIII века, в 1925—1993 годах была частью Арбатской площади) — площадь в Центральном административном округе города Москвы на территории района Арбат. Площадь расположена на пересечении Нового Арбата, Арбата, Поварской улицы, Никитского бульвара и Арбатской площади.

## Происхождение названия
Площадь получила название в конце XVIII века от Арбатских ворот Белого города, разобранных в 1792 году. В 1925—1993 годах была частью Арбатской площади.

## История
В сентябре 1612 года во время Московской битвы у Арбатских ворот находилась ставка командования Второго народного ополчения. Также у Арбатских ворот происходили решающие боевые действия во время осады Москвы 1618 года войском Владислава Вазы.
В 1808 году здесь открылся Новый императорский театр (он же Арбатский), при возведении которого площадь была выровнена и выложена брусчаткой. Окружённое колоннами деревянное здание на каменном фундаменте, построенное по проекту Карла Росси, сгорело дотла в пожаре 1812 года.

## Транспорт
- Станции метро «Арбатская» (Филёвская линия) и «Арбатская» (Арбатско-Покровская линия).
- Остановка «Арбатские Ворота» (из центра — около д. 2 по ул. Новый Арбат; в центр — напротив входа на станцию «Арбатская» Арбатско-Покровской линии). Автобусы: м2, м7, н2.
- Остановка «Арбатские Ворота» на Гоголевском бульваре. Автобус: м5.